# Gmina Sączów
Die Gmina Sączów war eine polnische Verwaltungseinheit von 1950 bis 1954. Die ehemalige Landgemeinde (gmina wiejska) hatte ihren Sitz in Sączów. Die Gmina gehörte zum Powiat Będziński in der Woiwodschaft Katowice, Polen.

## Geschichte
Am 15. März 1941 wurde in Sączów (damals Sonczow) ein Amtsbezirk eingerichtet, welcher die bisherige Landgemeinde Ożarowice ersetzte. Diese Aufteilung blieb auch nach dem Krieg erhalten nur wurde die Gemeinde wieder in Ożarowice umbenannt. Am 1. Januar 1950 wurde die Gmina Sączów wieder erstellt. Ab 1952 bestand die Gmina aus 10 Gromadas: Celiny, Myszkowice, Niezdara, Ossy, Ożarowice, Pyrzowice, Sączów, Siemonia, Tąpkowice und Twardowice. Die Gemeinde wurde am 29. September 1954 aufgelöst.